# Xã Scottville, Quận Macoupin, Illinois
Xã Scottville (tiếng Anh: Scottville Township) là một xã thuộc quận Macoupin, tiểu bang Illinois, Hoa Kỳ. Năm 2010, dân số của xã này là 333 người.